# Imbleville
Imbleville település Franciaországban, Seine-Maritime megyében. Lakosainak száma 315 fő (2022. január 1.). Imbleville Val-de-Saâne, La Fontelaye, Lindebeuf és Vibeuf községekkel határos.

## Népesség
A település népességének változása:
| Lakosok száma | 326  | 320  | 307  | 305  | 305  | 304  | 310  | 315  |
|               | 2013 | 2015 | 2017 | 2018 | 2019 | 2020 | 2021 | 2022 |